# Horní Smrčné
Horní Smrčné là một làng thuộc huyện Třebíč, vùng Vysočina, Cộng hòa Séc.